# BYD S6
Le BYD S6 (chinois : 比亚迪 S6 ; pinyin : Bǐyǎdí S6) est un véhicule de type SUV du constructeur automobile chinois BYD vendu depuis mai 2011. C'est le premier véhicule de ce type produit par la marque.
Il a été présenté pour la première fois lors du salon Auto China en avril 2010. En Chine, ses principaux concurrents sont les Chery Tiggo, Haval H6, Honda CR-V, JAC Refine S5, Toyota Rav4 et Volkswagen Tiguan.

## Motorisation
Le S6 est équipé de trois moteurs essences :
- 4 cyl. 2.0 L BYD 483QB 138 ch, boîte manuelle 5 vitesses.
- 4 cyl. 1.5T                154 ch,
- 4 cyl. 2.4 L BYD 488QA 165 ch, boîte manuelle 6 vitesses.
- 4 cyl. 2.4 L Mitsubishi 4G69 158 ch, boîte auto 4 rapports.

## Gamme et prix
Le S6 est proposé en 8 versions pour le marché chinois.
Les finitions sont au nombre de quatre : 
- 豪华型 Luxe
- 精英型 Elite
- 尊贵型 Distingué
- 尊享型 Exclusifhaaql

Les prix vont de 89 900 à 139 900 RMB (soit environ 11 200 à 17 500 €).

## S6 DM
BYD a développé une version hybride essence-électrique de son SUV S6. Le constructeur l'a présenté au Salon de Détroit en janvier 2011, en prévision de son arrivée sur le marché nord-américain, ambition affichée à l'époque. BYD l'a aussi montré au Salon de Genève deux mois plus tard. Cette version n'a pas été mise en production.

## Ventes en Chine
| Année         | Ventes          | Différence |
| ------------- | --------------- | ---------- |
| 2011          | 60 198 (8 mois) |            |
| 2012          | 86 851          | +44,3 %    |
| 2013          | 93 168          | +7,3 %     |
| 2014          | 98 720          | +6,0 %     |
| 2015 (8 mois) | 14 235          |            |
| Total         | 353 172         |            |

Le BYD S6 est sorti en mai 2011.